# 후 함틀라그

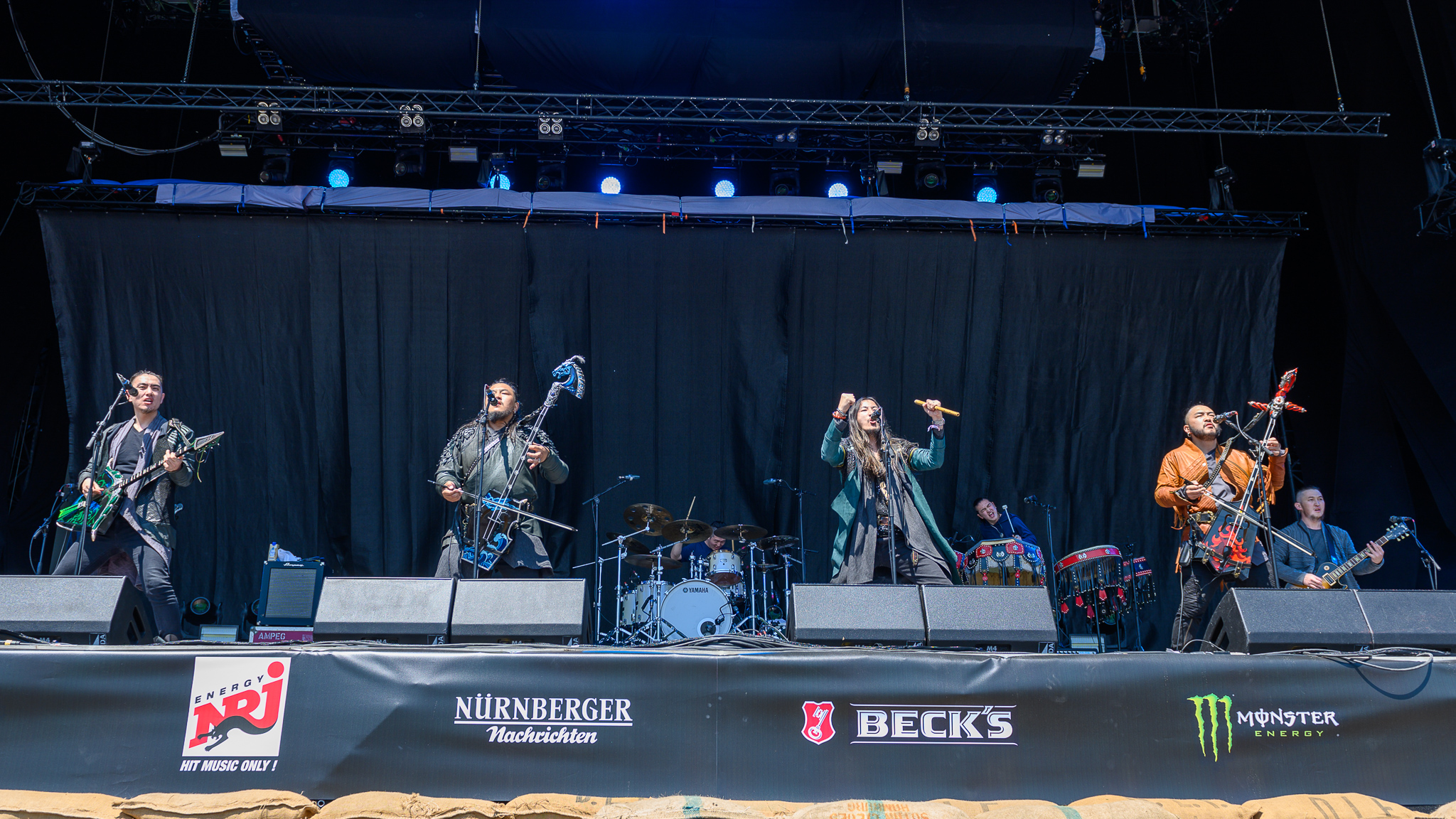
2019년 공연 모습

후 함틀라그(몽골어: Хү хамтлаг)는 2016년에 결성된 몽골의 포크 메탈 밴드이다. 모린후르, 토브슈르, 스로트 싱잉 등 몽골 전통 악기를 접목해 자신들의 음악 스타일을 '훈누록'이라고 부른다. 이는 고대 유목민인 흉노족에게서 영감을 받은 용어이다. 몽골어로 Hünnü로 알려진 몽골 고유의 제국에 기반을 두고 있다. 밴드의 가사 중 일부에는 몽골의 옛 전쟁 외침과 몽골어로 된 시가 포함되어 있다.

## 구성원
- 갈라
- 자야
- 엔쿠시
- 템카